# Colle Reciso
Il Colle Reciso è un rilievo dell'isola d'Elba.

## Descrizione
Situato nella parte centrale dell'isola, di fronte Portoferraio e la frazione di San Giovanni, raggiunge un'altezza di 280 metri sul livello del mare.
Il toponimo, attestato dal Medioevo, fa riferimento al valico (recisus in latino) presente sul rilievo. Il rilievo è compreso tra il Monte Orello e Colle di Santa Lucia. Nell'area furono rinvenuti alcuni ripostigli di oggetti in bronzo risalenti all'VIII secolo a.C.
Presso il Colle Reciso si trova una vasta cava di calcare gestita dalla società Sales.